# Boyd Alexander

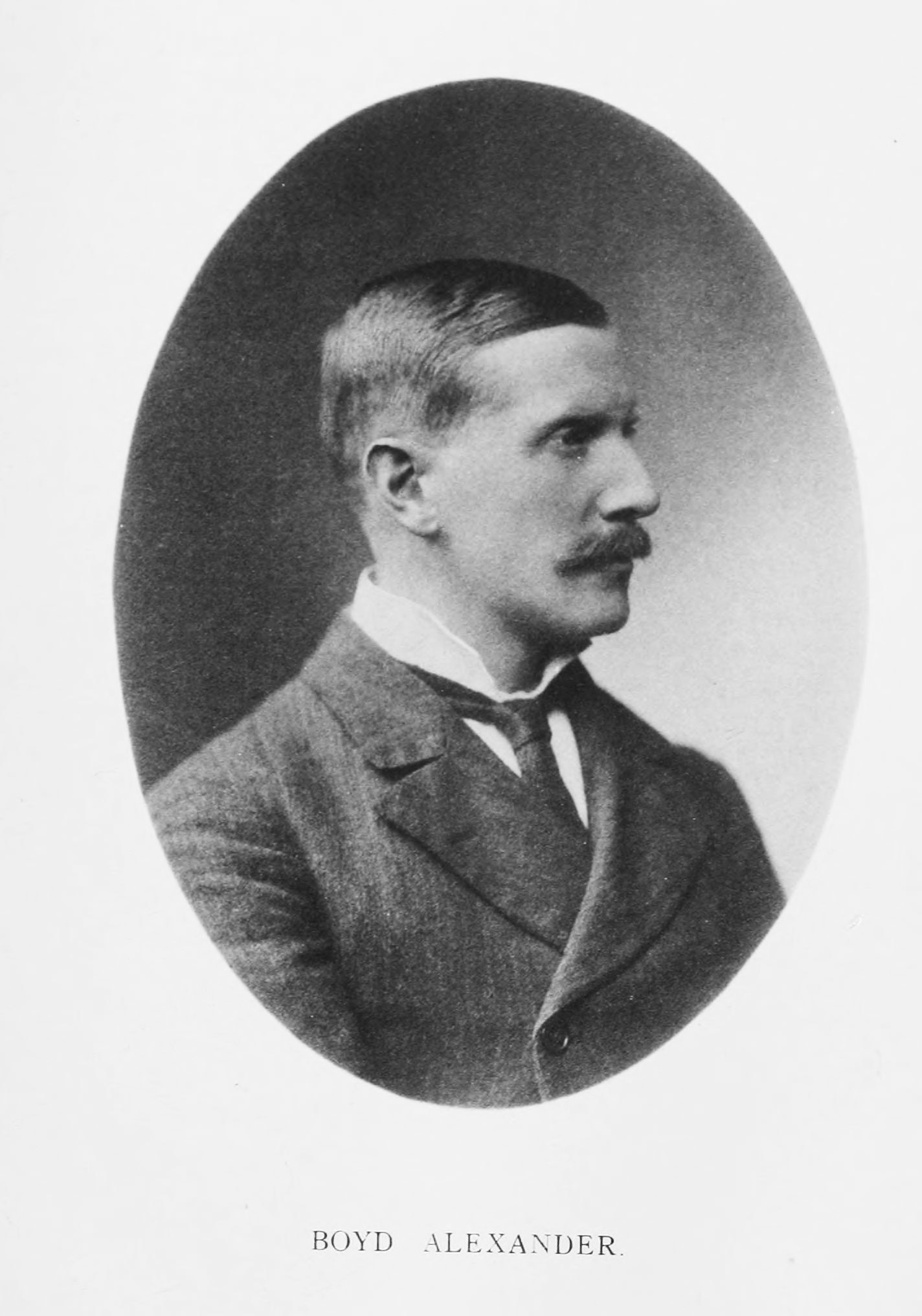
Boyd Alexander (vor 1910)

Boyd Alexander (* 16. Januar 1873 in Cranbrook, Vereinigtes Königreich Großbritannien und Irland; † 2. April 1910 in der Nähe von Nyeri, Tschad) war ein britischer Offizier, Forscher und Ornithologe.

## Werdegang
Boyd Alexander wurde 1873 als ältester Sohn von Lieutenant Colonel Boyd Francis Alexander während der Regierungszeit von Königin Victoria in der traditionellen Grafschaft Kent geboren. Sein Großvater mütterlicherseits war David Wilson, der Gründer des Great Eastern Hotels in Kalkutta. Er hatte mindestens einen Bruder namens Claud († 1904). Über die Jugendjahre von Boyd Alexander ist nichts bekannt.
Alexander verpflichtete sich 1893 im 7. Bataillon der Rifle Brigade (Prince Consort’s Own). Er stieg bis 1898 zum Captain auf.
Ende des 19. Jahrhunderts führte Alexander wissenschaftliche Expeditionen zu den Kapverdischen Inseln (1897–1898) und den Flüssen Sambesi und Kafue (1898–1899), um dort die Avifauna zu studieren. Alexander trat 1899 in die Polizeitruppe der Goldküste ein und nahm 1900 an dem Entsatz von Kumasi teil, für den ihm eine Medaille und Spange verliehen wurden. Nach seiner Rückkehr nach Großbritannien wurde ihm ein Offizierspatent in der Rifle Brigade angeboten, das er im Oktober 1900 erhielt. Seine Beförderung zum Lieutenant erfolgte am 22. Januar 1902. Alexander führte 1902 eine wissenschaftliche Expedition nach Fernando Póo, bei der er erfolgreich den Mount St. Isabel bestieg und viele neue Vogelarten entdeckte.
Zwischen 1904 und 1906 führte Alexander die Alexander-Gosling-Expedition in Afrika an und reiste dabei vom Niger zum Nil. Das Ziel der Expedition war es zu zeigen, dass der Kontinent von Westen nach Osten über seine Wasserwege überquert werden konnte. Alexander wurde auf der Expedition von seinem Bruder Captain Claud Alexander, seinem Assistenten und Präparator José Lopes, Captain G. B. Gosling und P. A. Talbot begleitet. Im Februar 1904 machten sie sich auf von der Mündung des Niger und reisten flussaufwärts nach Lokoja. Sein Bruder starb im Oktober 1904 an den Folgen von Typhus, nachdem er eine Vermessung der Murchison Range vorgenommen hatte. Talbot kehrte Mitte 1905 in den Westen zurück. Boyd, Gosling und Lopes erkundeten dann das Gebiet um den Tschadsee. Im Juni 1906 starb Gosling in Niangara an den Folgen von Schwarzwasserfieber. Alexander und Lopes folgten dem Kibali und erreichten im Dezember 1906 den Nil. Im Februar 1907 kehrten sie nach Großbritannien zurück, wo Alexander aus der Armee austrat.
Für seine Reise über den Kontinent wurde Alexander 1907 die Gold Medal von der Royal Geographical Society in Antwerpen verliehen und 1908 die Founder’s Gold Medal von der Royal Geographical Society (RGS) in London. 1907 wurde er Ehrenmitglied der Royal Scottish Geographical Society (RSGS).
Ende 1908 segelten Alexander und Lopes wieder nach Afrika. Sie besuchten die Inseln São Tomé und Príncipe, den Kamerunberg und den Tschadsee. Alexander beabsichtigte, auch nach Ägypten zu gehen, und zwar durch die Regionen Wadai und Darfur. Es existierte zu jener Zeit viel Instabilität im Land. Beim Erreichen von Nyeri – das 70 Meilen nördlich von Abéché lag, der Hauptstadt von Wadai – wurde Alexander am 2. April 1910 durch Einheimische ermordet. Lopes, der ihn seit seiner Reise zu den Kapverdischen Inseln begleitet hatte, flüchtete. Der Leichnam von Alexander wurde bei seinem Bruder Claud in der Nähe von Maifoni bestattet.

## Ehrungen
Ein Denkmal für die beiden Brüder steht in der Parish Church of St. Dunstan in Cranbrook (Kent). Darüber hinaus wurden mehrere Säugetiere und Vogelarten nach ihm benannt, beispielsweise der Alexandersegler (Apus alexandri), die Kongo-Kusimanse (Crossarchus alexandri) und das Alexander-Buschhörnchen (Paraxerus alexandri).

## Werke
- 1907: From the Niger to the Nile (Reisebericht)[3]